# Desa Karangmangu (administrativ by i Indonesien, Jawa Tengah, lat -7,48, long 109,14)
Desa Karangmangu är en administrativ by i Indonesien.   Den ligger i provinsen Jawa Tengah, i den västra delen av landet, 290 km sydost om huvudstaden Jakarta.